# 晶帽石斛
晶帽石斛（学名：Dendrobium crystallinum）为兰科石斛属下的一个种。

## 扩展阅读
- 維基物種上的相關：晶帽石斛